# 1-es évek
Évszázadok: i. e. 1. század – 1. század – 2. század
Évtizedek: i. e. 40-es évek – i. e. 30-as évek – i. e. 20-as évek – i. e. 10-es évek – i. e. 1-es évek – 1-es évek – 10-es évek – 20-as évek – 30-as évek – 40-es évek – 50-es évek
Évek: 1 2 3 4 5 6 7 8 9

## Események
- Megjelenik a selyem Rómában
- Részletesen feltérképezik a Római Birodalmat. Útikönyvek és térképek készülnek
- Rómában az üveget ablaküvegként is elkezdik használni
- Bevezetik a buddhizmust Kínában
- 1
  - A mexikói Teotihuacánban felépül a Nap és a Hold piramisa.
  - Caius Caesar consul lesz
  - Augustus irányítása alatt Tiberius leveri a felkelést a mai Németország területén
  - Megalapítják Axumot
  - Jézus Krisztus születésének hagyományos dátuma
- 2 Az első népszámlálás Kínában
- 5 Tiberius az Elbánál legyőzi a longobárdokat
- 6 Júdea Róma irányítása alá kerül
- 9 a teutoburgi csata
- 10 Pannónia római provincia létrehozása

## Híres személyek
- Arminius germán hadvezér
- Augustus római császár
- Caius Asinius Pollio római író, politikus
- Germanicus római hadvezér
- Jézus Krisztus
- Publius Ovidius Naso római költő
- Tiberius római császár
- Varus római hadvezér
- V. Abgarus edesszai király